# Promitobates
Promitobates es un género de arácnido  del orden Opiliones de la familia Gonyleptidae.

## Especies
Las especies de este género son:
- Promitobates bellus
- Promitobates difficilis
- Promitobates granulosissimus
- Promitobates hatschbachi
- Promitobates hauseri
- Promitobates hexacanthus
- Promitobates margaritatus
- Promitobates mendax
- Promitobates ornatus
- Promitobates viridigranulatus